# 崔献吉
崔 献吉（チェ・ホンギル、朝鮮語: 최헌길/崔獻吉、1901年2月19日 - 1982年12月18日）は、大韓民国の政治家、実業家。制憲・第2代韓国国会議員。第4代江原道知事、第5代京畿道知事。本貫は江陵崔氏。

## 経歴
江原道江陵郡（現・江陵市）生まれ。漢文修学を経て、新里公立普通学校（現・注文津初等学校）、江陵農業学校（現・江陵中央高等学校）卒。注文津青年会長（1928年3月〜1937年4月）、江陵注文津邑明徳青年団長、注文津農村振興会会長（1939年2月〜1940年10月）、注文津邑会議員、江陵郡学校評議員、大韓独立促成国民会注文津邑支部委員長、全国民族代表者大会江陵郡代議員（1947年4月〜1948年4月）などを務めた。1948年の初代総選挙では大韓独立促成国民会の所属で江陵郡の選挙区から立候補して当選した。1948年11月、98名の国会議員と共に米軍の駐留を要請する決議文の採択に賛同した。1950年の第2代総選挙では民主国民党所属で江陵選挙区から立候補して再選した。1953年3月から6月までは自由党議員部運営委員長、1953年7月から1954年1月までは自由党中央党漁民部長、1954年2月から7月までは自由党江陵地区党委員長を歴任した。そのほか、党職として自由党無任所党務委員なども務めた。1954年7月16日から1956年5月25日までは第4代江原道知事を務め、1956年5月26日から1960年4月30日まで第5代京畿道知事を務めた。しかし、京畿道知事在任中には1960年の3・15不正選挙での選挙法違反の容疑により拘束された。同年8月に選挙法違反および虚偽公文書作成などの疑いで7年を求刑され、翌年に革命裁判により懲役5年を宣告されたが、服役中の1963年に3・1節の特赦により仮釈放された。1964年に実業家に転身し、クァンシン興業会長に就任した。1972年には制憲同志会のメンバーとして10月維新を支持した。1982年に老衰によりソウル市城北区城北洞の自宅にて82歳で死去した。